# Eva Karnofsky
Eva Karnofsky (* 1955 in Wesel) ist eine deutsche Journalistin und Schriftstellerin.

## Leben
Karnofsky ist promovierte Politologin. Seit 1984 schreibt sie als Journalistin und Autorin über Lateinamerika. Zunächst war sie als freie Journalistin u. a. für die Frankfurter Allgemeine Zeitung und den Hörfunk der ARD tätig. Nachdem sie ein Jahr lang die Lateinamerika-Programme der Deutschen Welle geleitet hatte, zog sie 1993 nach Buenos Aires und bereiste zehn Jahre lang von dort aus den Kontinent als Korrespondentin der Süddeutschen Zeitung.
Eva Karnofsky lebt in Hamminkeln am Niederrhein. Sie arbeitet seit 2016 als freie Reporterin für den WDR-Hörfunk über den Niederrhein und als Literaturkritikerin für SWR und WDR. Sie ist Autorin von Romanen, Krimis und Sachbüchern.

## Werke
- Abgelaufen, Kriminalroman, neobooks, Berlin 2018. ISBN 978-3-7427-5599-5
- Mutterkälte, Kriminalroman, éditions trèves, Trier 2015. ISBN 978-3-88081-563-6
- Opferfläche, Kriminalroman, Droste, Düsseldorf 2014. ISBN 978-3-7700-1519-1
- Opferfläche, Hörspiel,[1] WDR 2014. Länge: 48'48, Regie: Thomas Werner.
- mit Barbara Potthast: Mächtig, mutig und genial. Vierzig außergewöhnliche Frauen aus Lateinamerika, Rotbuch, Berlin 2012, ISBN 978-3-86789-164-6
- Bogotá Blues, Kriminalroman, éditions trèves, 2010, ISBN 978-3-88081-552-0
- Die Straße der Tugenden. Eine kubanische Familienchronik. Horlemann, 2008, ISBN 978-3895022753
- Besenkammer mit Bett. Das Schicksal einer illegalen Hausangestellten in Lateinamerika, Horlemann, 2005, ISBN 978-3895022005
- mit Walter Haubrich: Städte Lateinamerikas. Sechzehn Städtebilder. Insel, Frankfurt 1994, ISBN 978-3458333012

Herausgeberschaft
- Peru fürs Handgepäck. Unionsverlag Zürich 2014. ISBN 978-3-293-20643-4
- Brasilien fürs Handgepäck. Unionsverlag Zürich 2013. ISBN 978-3-293-20616-8
- Kuba fürs Handgepäck. Geschichten und Berichte – Ein Kulturkompass. Unionsverlag, Zürich 2011, ISBN 978-3293205505
- Reise nach Argentinien. Kulturkompass fürs Handgepäck. Unionsverlag, Zürich 2010, ISBN 978-3293204737

Hörspiele
- 2012: mit Christine Grän: Bogotá Blues – Regie: Jörg Schlüter (WDR)

- 2013: mit Christine Grän: Quitos Töchter – Regie: Jörg Schlüter (Hörspiel – WDR)[2]
- 2014: Opferfläche - Regie: Thomas Werner (WDR)[3]

## Auszeichnungen
Für eine Reportage über die Killer der kolumbianischen Kokain-Mafia erhielt sie den Publizistik-Preis der Stadt Klagenfurt und den Journalistenpreis Entwicklungspolitik. Das Hörspiel "Bogotá Blues", das sie gemeinsam mit Christine Grän für den WDR geschrieben hat, erhielt den von Amnesty International verliehenen Marler Medienpreis Menschenrechte 2012.

## Belege
1. ↑  Fracking-Gegner stirbt bei Attentat: Opferfläche, Kriminalhörspiel gesendet 20. April 2015 im Deutschlandradio Kultur
2. ↑  Quitos Töchter - Journalistin jagt Menschenhändler. Abgerufen am 25. August 2023.
3. ↑  Opferfläche – Ein toter Bürgermeister und ein Gaskonzern. Abgerufen am 25. August 2023.

| Personendaten    | Personendaten                              |
| ---------------- | ------------------------------------------ |
| NAME             | Karnofsky, Eva                             |
| KURZBESCHREIBUNG | deutsche Journalistin und Schriftstellerin |
| GEBURTSDATUM     | 1955                                       |
| GEBURTSORT       | Wesel                                      |